# Ophrys kelleri
Ophrys kelleri là một loài thực vật có hoa trong họ Lan. Loài này được Godfery mô tả khoa học đầu tiên năm 1915.